# A Beast Wars: Transformers epizódjainak listája
Ez a lap a Beast Wars: Transformers című rajzfilmsorozat epizódjainak listáját tartalmazza. Az eredeti címek és nevek vannak feltüntetve, mivel magyar szinkron nem készült a sorozathoz.

## Epizódok

### Első évad: 1996-1997
| Epizód | Cím                    | Rövid tartalom |
| ------ | ---------------------- | --- |
| 01.    | "Beast Wars (Part 1)"  | A Maximalok és Predakonok csapata egy ismeretlen bolygóra zuhan, ahol állatok alakját veszik fel. Dinobot kihívja Megatront, gondolván, hogy hiába lopták el az Aranylemezt, ennek eredményeképp száműzik őt a csapatból. Egy rövid összecsapás tör ki a jó és gonosz erői közt, melynek végén mindkét oldal visszavonul. Dinobot átáll a Maximalok oldalára, de csak ha őt nevezik ki vezérnek. |
| 01.    | "Beast Wars (Part 1)"  | elsőként szerepel: Optimus Primal, Rhinox, Rattrap, Cheetor, Megatron, Dinobot, Tarantulas, Terrorsaur, Scorponok, Waspinator |
| 02.    | "Beast Wars (Part 2)"  | Dinobot és Optimus Primal közt párviadal tör ki, hogy eldöntsék, kit illet a vezéri poszt. A Predakonok közbeavatkoznak, végül Optimus megmenti ellenfele életét. Egy közeli hegyen hatalmas Energonkristályt fedeznek fel, így a Maximalok elindulnak, hogy előbb odaérjenek a Predakonoknál. |
| 03.    | "The Web"              | Egy új kommunikációs eszköz tesztelése közben Cheetor Tarantulas csapdájába esik, aki azzal fenyegeti, hogy kiszívja a testnedveit. Rattrap felelősnek érzi magát érte, így elindult, hogy megmentse bajtársát, még na nem is fűlik hozzá a foga. |
| 04.    | "Equal Measures"       | A Maximalok kifejlesztenek egy megfigyelőrendszert a Predakonok szemmel tartására. Cheetor egy vihar közepette magára veszi, hogy telepíti, ám mikor a berendezés hozzáér egy földalatti Energon hálózathoz, s belé csap egy villám, Cheetor a Predakonok bázisára teleportálódik. Csakhamar rájön, hogy az Energon hálózat mindkét bázist érinti, így ha az egyik megsemmisül, a másik is elpusztul. A társukat hiányoló Maximalok pedig épp azon vannak, hogy egy bombát teleportáljanak át ellenfeleikhez.                                                                           |
| 05.    | "Chain of Command"     | A Transformerek egy idegen építményt vizsgálnak, amikor felfednek egy szondát, mely magába szívja Optimust. Vezérük híján veszekedés tör ki a Maximalok közt, Optimus hangja pedig arra kéri őket, szabadítsák ki őt az idegen eszközből, vissza a való világba. Míg barátai ezen fáradoznak, a Predakonok becserkészik őket. |
| 06.    | "Power Surge"          | Terrorsaur felfedez egy lebegő hegyet, mely telis-tele van Energonkristályokkal. Ezek olyan erővel ruházzák fel őt, mellyel könnyűszerrel darabokra zúzza vezérét, Megatront. Ám a képessége csak ideiglenes, így vissza kell mennie a hegyhez. Ekkor már azonban a Maximalok is a nyomába szegődnek, hogy megfékezzék. Közben a Predakonok Megatron összerakásán fáradoznak. |
| 07.    | "Fallen Comrades"      | Az űrből lehull egy protoformot tároló sztázis-kapszula, benne egy még meg nem született Maximallal. A Predakonok is felfigyelnek rá, s elindulnak, hogy megszerezzék. A Maximaloknak igyekezniük kell, ám Optimus megsérült, Dinobotot pedig hátra kell hagyniuk, hogy őrizze a bázist. |
| 07.    | "Fallen Comrades"      | elsőként szerepel: Tigatron, Snowstalker |
| 08.    | "Double Jeopardy"      | Másik sztázis-kapszula érkezik a Földre, melyet a Predakonok könnyűszerrel megszereznek. A sorozatos kudarcok miatt a Maximalok kérdőre vonják a kommunikációt kezelő Rattrapet, és önálló küldetésre küldik. Ott azonban Rattrap szövetséget köt az ellenséges Terrorsaurral, akinek segít hatástalanítani Megatront. A Predakon bázist Rattrap így már könnyedén átkutathatja, hogy kiderítse, hogy hallgatták le eddigi beszélgetéseiket. De vajon kikhez hűséges? |
| 08.    | "Double Jeopardy"      | elsőként szerepel: Blackarachnia |
| 09.    | "A Better Mousetrap"   | Rhinox kifejleszt egy védőberendezést, Sentinelt, aki Rattrap és Dinobot egyik hajbakapásának hála meghibásodik, és ellenségként kezeli őket. Rattrapen áll vagy bukik, hogy sikerül-e hatástalanítani és átprogramozni a gyilkos védőrendszert. Közben Blackarachnia és Predakon társai alulról próbálják beásni magukat a bázisukra. |
| 10.    | "Gorilla Warfare"      | Scorponok vírussal fertőzi meg Optimust, azzal a céllal, hogy ezzel elgyengíti őt. A vírus ellenben az ellenkező hatással van rá: felerősödik, és egy megállíthatatlan gyilkológép lesz. Az egyetlen mód az ellenvírus megszerzésére, ha hagyják őt bemasírozni egyenest a Predakonok bázisára. Ha nem sikerül, Optimus felrobban. |
| 11.    | "The Probe"            | A Maximalok egy, a jövőből érkezett űrszondát fedeznek fel, melynek segítségével visszajuthatnak saját korukba, saját bolygólukra. A Predakonok ezt nem hagyhatják, és hogy ellenfeleik ne tudjanak rádiótornyot építeni, Tarantulas kifejleszt egy gépet, mely blokkolja az alakváltó képességeiket. |
| 12.    | "Victory"              | A Predakon bázison vita tör ki, melynek következtében egy hatalmas robbanás mindenkit megsemmisít. A Maximalok megnyerik a bestiák háborúját, és elindulnak haza. Dinobot, aki maga is Predakon volt, úgy dönt, a bolygón marad, és saját otthont épít rajta. Ám mikor a Maximalok indulni készülnének, hirtelen felbukkan Megatron csapata, akik mind élnek és virulnak, s lecsapnak Dinobotra. A hősöknek dönteniük kell, megmentsék-e bajtársukat, vagy térjenek haza? |
| 13.    | "Dark Designs"         | A Predakonok foglyul ejtik Rhinoxot, és átprogramozzák őt, hogy közéjük tartozzon. Viszont Megatron lehet, hogy alábecsülte a korábban békés Maximal fortélyosságát és kegyetlenségét. |
| 14.    | "Double Dinobot"       | Megatron klónozza Dinobotot, hogy míg az igazit csapdába ejtik, a klón behatoljon a Maximal bázisra, és kikapcsolja Sentinelt. Dinobot azonban kiszabadul, de ekkorra társai már majdnem klónja áldozatául estek. |
| 14.    | "Double Dinobot"       | elsőként és utoljára szerepel: Clone 1, Dinobot klónja |
| 15.    | "The Spark"            | Sztázis-kapszula érkezik egy veszedelmes területre, ahol a benne lévő protoform haldokolni kezd. Rhinox mindent megtesz, hogy megmentse, de a Predakonok ezt nem akarják hagyni. A protoformból végül egy új Maximal, Airazor születik, aki felveszi a harcot a Predakonokkal. |
| 15.    | "The Spark"            | elsőként szerepel: Airazor |
| 16.    | "The Trigger, Part 1"  | A harcosok egy repülő szigetet fedeznek fel, amelyen paradicsomi vidék található. A helyet egy hatalmas erejű, pusztító torony védi, amit a Predakonok minden áron megszereznének. Megtron így elküldi Scorponokot és Blackarachniát, hogy öljék meg a szigeten rekedt Tigatront és Airazort, és foglalják el a tornyot. |
| 17.    | "The Trigger, Part 2"  | Optimus és Rattrap a szigetre repül, ahol rájönnek, hogy amit Tigatron a béke szigetének gondolt, igazából az idegenek egy veszélyes kísérleti eszköze. Blackarachnia elárulja Scorponokot, és megkaparintja a torony hatalmát, majd a szigettel elindul, hogy megsemmisítse a Maximal bázist. |
| 18.    | "Spider's Game"        | Blackarachnia és Tarantula együttműködnek, hogy megszerezzék az újonnan lezuhant sztázis-kapszulát, s a benne lévő protoformból egy hozzájuk hasonló és hozzájuk hű pókot alkossanak. A meghibásodott protoform azonban egy vöröshangyát tapogat le, és az így megszülető új robot egy mániákus, elmebeteg gyilkossá válik, aki nemcsak a Maximalokat, hanem a Predakonokat is veszélyezteti. |
| 18.    | "Spider's Game"        | elsőként szerepel: Inferno |
| 19.    | "Call of the Wild"     | A Predakonok hatástalanítják a Maximal bázis védőpajzsát, és így a benn lévők nincsenek szigetelve az Energonmező káros hatásai elől. Kénytelenek napjaikat állat üzemmódban tölteni, de azok lassan eluralkodnak rajtuk. Végül minden Maximal elvadul, Megatron pedig vadászatra indul. Egyedül az állatalakjával kibékült Tigatron képes segíteni rajtuk. |
| 20.    | "Dark Voyage"          | Egy robbanás következtében Rhinox, Cheetor, Rattrap és Dinobot optikái rövidre zárnak. Vakon kell átkelniük a dzsungelen, ám Terrorsaur és Waspinator ezt nem hagyják. |
| 21.    | "Possession"           | Waspinatort megszállja az űrből érkezett, ősi Transformer harcos, Üstökös Szikrája. Az „új” csapattaggal az oldalukon a Predakonok leigázzák a Maximalokat. Üstökös viszont a történelem legnagyobb árulója, és akárcsak az eredeti Megatront, újdonsült vezérét is igyekszik szolgasorba dönteni. |
| 21.    | "Possession"           | elsőként és utoljára szerepel: Üstökös |
| 22.    | "The Low Road"         | Rhinoxot megfertőzik egy vírussal, aminek a hatása, hogy pusztító robbanásokat böfög. Rattrap és Dinobot útra kelnek, hogy megszerezzék az ellenvírust. Rhinox azonban babpaszulyt evett, s egy végzetes szellentéssel fenyeget mindenkit. |
| 23.    | "Law of the Jungle"    | Miközben Infernóval harcol, Tigatron véletlenül az ő tigristársa, Snowstalker halálát okozza. Elhatározza, hogy kilép a háborúból, de az mindenhová követi őt. |
| 23.    | "Law of the Jungle"    | utoljára szerepel: Snowstalker |
| 24.    | "Before the Storm"     | A Predakonok felfedeznek egy második Aranylemezt, mely elvileg idegen eredetű. Hogy tanulmányozzák, Megatron tűzszünetet kér Optimustól. A Maximalok hamar rájönnek, hogy ellenfeleik nem sántikálnak jóban, ezért beküldik Tigatront, hogy szerezze meg az Aranylemez információit. Hogy élve kijusson az ellenséges bázisról, a Maximaloknak „békés eszközökkel” kell legyőzniük a Predakonokat, máskülönben a tűzszünet érvényét veszti. |
| 25.    | "Other Voices, Part 1" | Rattrap, Optimus és Airazor felfedez egy idegen épületet, melynek belsejében Optimus megtudja, az idegenek a bolygó elpusztítására készülnek. Tarantulas rájön erre, és egy átalakított sztázis-kapszulában el akar szökni a bolygóról. Blackarachnia is vele szeretne menni, Inferno pedig árulást szimatolva utánuk ered. A Predakonok behatolnak a Maximal bázisra, és az ott lévő Rhinoxot és Dinobotot könnyedén legyőzik. |
| 26.    | "Other Voices, Part 2" | A bolygó egyik holdja egy óriási, pusztító fegyverré alakul. Inferno megöli az árulónak vélt Tarantulast, s a menekülésre szánt sztázis-kapszulában Optimus remek eszközt lát a bolygózúzó megállítására. Elindul az űrbe, ám közben rájön, hogy Megatron átprogramozta azt. Optimus nem tud kiszabadulni, s így a bolygózúzóval együtt ős is megsemmisül. A Maximalok vezér nélkül maradtak, Rhinox és Dinobot még mindig nem épült fel, és Tarantulas lelke Blackarachnia testébe költözött. Az immár csak egy holddal rendelkező bolygó felé pedig megindul egy rejtélyes erőhullám. |

### Második évad: 1997-1998
| Epizód | Cím                            | Rövid tartalom |
| ------ | ------------------------------ | --- |
| 27.    | "Aftermath"                    | A transwarp hullám eléri a bolygót, és a Transformerek egy részének új, erősebb, Transmetal testet ad. Cheetor, Rattrap és Megatron átalakulnak, Terrorsaur és Scorponok pedig véletlenül lávába esnek, és meghalnak. Blackarachnia meglép Tarantulas szintén Transmetal-lá vált, ám élettelen testével, s Inferno is követi őt. Két katonájának elvesztése miatt Megatron kénytelen megkímélni az álnok nő életét, mivel szüksége van rá a Maximalok megtámadására.                                                                          |
| 27.    | "Aftermath"                    | utoljára szerepel: Terrorsaur, Scorponok |
| 28.    | "Coming of the Fuzors, Part 1" | Airazor és Tigatron elindulnak, hogy feltérképezzék a bolygó többi részét. Waspinator és Dinobot közben rájön, hogy végig a Földön vívták harcaikat, és hogy Megatron mégsem téves bolygóra hozta el őket. Dinobot ellopja az Aranylemezeket, Blackarachnia pedig azon fáradozik, hogy életre keltse Tarantulast. A messzeségben két protoform ért földet, akiket Megatron a saját oldalára állít. Míg Rhinox megkísérli visszahozni Optimus lelkét a túlvilágról egy üres protoformba, a többiek közt kitör a harc.                          |
| 28.    | "Coming of the Fuzors, Part 1" | elsőként szerepel: Silverbolt, Quickstrike |
| 29.    | "Coming of the Fuzors, Part 2" | Tarantulas él, és társai segítségére siet. A csatában a Predakonok győzedelmeskednek, és a kegyelemdöfésre készülnek, amikor megjelenik Optimus, egy új, Transmetal testben, és megmenti barátait. Silverbolt a Predakonok oldaláról a Maximalokhoz szegődik. A bázison Blackarachnia időközben megsemmisítette Megatron feljegyzéseit, titkos iratait pedig a saját agyába töltötte. |
| 30.    | "Tangled Web"                  | Quickstrike, Blackarachnia és Tarantulas egy új Predakon állomást épít, Tarantulasnak viszont saját tervei vannak a hellyel. Blackarachnia szembeszáll vele, és ráveszi, hogy bontsa meg a mentális kapcsot, amely összeköti őket. Rattrap és Silverbolt időközben felfedezik a ténykedéseiket, és felveszik a harcot a gazokkal. |
| 31.    | "Maximal, No More"             | Dinobot kétségek közt gyötrődik. Úgy véli, talán mégis Megatronnak volt igaza, így átadja neki az egyik ellopott Aranylemezt, és visszaáll mellé. Megatron tudja, hogy nem bízhat meg benne, és Dinobot halálát tervezi, ám miután megkapja tőle a második lemezt is, a Maximalok megmentik Dinobotot Megatrontól, valamint saját magától. |
| 32.    | "Other Visits, Part 1"         | Tigatront és Airazort idegenek rabolják el, majd a helyszínen létrejön egy nagy erejű, repülő erődítmény, amelyet Megatron az Aranylemezzel megszerez magának. |
| 32.    | "Other Visits, Part 1"         | utoljára szerepel: Tigatron, Airazor, mint fizikai lények |
| 33.    | "Other Visits, Part 2"         | Megatron Kibertron ellen akarja küldeni új fegyverét, ez pedig egyezségre sarkallja Tarantulast a Maximalokkal. Végül győz a jó, és nemcsak az idegen erőd pusztul el, hanem az Aranylemez is. Tigatron és Airazor azonban az idegenek foglyai. |
| 34.    | "Bad Spark"                    | Lezuhan a Földre a veszedelmes „X protoform”, és mind a Maximalok, mind a Predakonok meg akarják fékezni a szörnyet. Silverbolt és Blackarachnia együtt ragadnak, és összeismerkednek, azonban a pszichopata Rampage fenyegetése nem múlik. |
| 34.    | "Bad Spark"                    | elsőként szerepel: Rampage, vagyis az X protoform |
| 35.    | "Code of Hero"                 | Megatron a megmaradt Aranylemezzel rájön, hol fejlődött ki az emberiség, és arra készül, hogy minden ősembert kiirt. Dinobot ezt nem hagyhatja, és egyes egyedül száll szembe az összes Predakonnal. Társai elkésnek, Dinobot ugyan győzelmet arat, és összetöri az Aranylemezt, de súlyosan megsérült, s az életét veszti. A harc során viszont az ősemberek megtanulták, hogyan bánjanak a fegyverekkel. |
| 35.    | "Code of Hero"                 | elsőként szerepel: az ősemberek utoljára szerepel: Dinobot |
| 36.    | "Transmutate"                  | Egy furcsa protoform kel életre, amely nem képes átalakulni, és súlyos fogyatékosságai vannak. Megatron el akarja pusztítani, Rampage viszont a szárnyai alá szeretné venni. A Maximalok oldaláról Silverbolt igyekszik megkaparintani az új élőlényt, de kettejük viaskodása csak Transmutate pusztulásához vezet. |
| 36.    | "Transmutate"                  | elsőként és utoljára szerepel: Transmutate |
| 37.    | "The Agenda, Part 1"           | A transwarp hullám az időben előrehaladva elér egy Predakon őrtornyot, akik felfedezik benne Megatron hajójának jelét. Elintézik, hogy a Maximalok ne szerezzenek tudomást a hullámról, majd titkos ügynöküket, az Álcából lett Rombolót visszaküldik az időben az ősi Földre, hogy kerítse kézre Megatront. |
| 37.    | "The Agenda, Part 1"           | elsőként szerepel: Romboló elsőként és utoljára szerepel: Tripredacus Tanács |
| 38.    | "The Agenda, Part 2"           | Megatront foglyul ejtették a Maximalok, Romboló viszont nem szándékozik egyiküket sem élve visszatérni hagyni Kibertronra. Kiderül továbbá, hogy Tarantulas egész idő alatt egy beépített ügynök volt. Silverbolt, miután súlyos dorgálást kap Optimustól, felettese parancsát megszegve Blackarachnia mellé szegődik, aki egy vulkánhegybe igyekszik bejutni. Megatron közben az egyik Aranylemez töredéken lévő anyagot lejátszva ráveszi Rombolót, hogy álljon mellé. Így a Predakokon újdonsült erővel lépnek fel a Maximalokkal szemben. |
| 39.    | "The Agenda, Part III"         | A Predakonok teljes erővel támadnak, ám a Maximaloknak sikerül mindet legyőzni, Rombolót pedig megölni. Silverbolt és Blackarachnia bejut a vulkánba, ahol felfedezik az Autobotok ősi Bárkáját. Megatron ráveszi Blackarachniát, hogy az elméjében tárolt adatokkal nyissa ki az űrhajót. A Maximalok a helyszínre igyekeznek, de elkésnek: Megatron bejutott, és elpusztította a benn szunnyadó Optimusz Fővezért, veszélyeztetve ezzel a teljes univerzum sorsát.                                                                          |
| 39.    | "The Agenda, Part III"         | utoljára szerepel: Romboló |

### Harmadik évad: 2000-2001
| Epizód | Cím                     | Rövid tartalom |
| ------ | ----------------------- | --- |
| 40.    | "Optimal Situation"     | Blackarachnia megfékezi Megatront, és megkezdődnek a munkálatok Optimusz Fővezér megjavításán. Ahhoz, hogy életben maradjon, a Szikráját egy másik testbe kell ültetni, s ezt Optimus Primal magára vállalja. Viszont nincs tisztában a Szikra erejével, és egy hatalmas robottá alakul tőle, amely már nemcsak állattá, hanem járművé is képes alakulni. Megatron serege feltámad, s míg a Maximalok a Bárkában vannak, elpusztítják a bázisukat. Kénytelenek berendezkedni a vulkánban, így védve a Bárkában alvó őseiket. Blackarachnia időközben hűséget esküdött a Maximaloknak. |
| 41.    | "Deep Metal"            | A Földre érkezik egy Maximal ügynök az Omicron Kolóniáról. Depth Charge a neve, és Rampage után nyomoz. Hideg hozzáállása miatt összetűzésbe kerül a többi Maximallal. |
| 41.    | "Deep Metal"            | elsőként szerepel: Depth Charge |
| 42.    | "Changing of the Guard" | Rattrap vízalatti küldetésre megy, hogy kiemelje a Sentinel védőrendszert egykori bázisuk roncsai közül. Ott viszont Rampage fogadja őt, akitől Depth Charge menti meg. Nagy hajsza kezdődik Sentinel megszerzéséért, de végül a Predakonok kaparintják meg. |
| 43.    | "Cutting Edge"          | Megatron Dinobot DNS-e alapján kiborg dinoszauruszokat klónozott, amelyekkel az ősembereket fenyegeti. Mivel elszakadtak a törzsüktől, Blackarachnia és Cheetor kapja a feladatot, hogy segítsenek elvezetni két elkülönült embergyereket a családjukhoz. Tarantulas pedig kapva kap az alkalmon, hogy kipróbálja az új mérgét. |
| 43.    | "Cutting Edge"          | elsőként szerepel: Chak és Una elsőként és utoljára szerepel: a kiborg raptorok |
| 44.    | "Feral Scream (Part 1)" | Megatron szert tett egy Transmetal II-es meghajtóra, melynek segítségével létrehozza Dinobot II-t, és nekiadja Rampage Szikrájának a felét. A Maximalok megszerzik ugyan a meghajtót, de Cheetor súlyosan megsérül, és társai halottnak vélik. Végül meggyötörve, összetörve érkezik haza. |
| 44.    | "Feral Scream (Part 1)" | elsőként szerepel: Dinobot II |
| 45.    | "Feral Scream (Part 2)" | Cheetort rémálmok gyötrik, és a Transmetal II-es meghajtó hatására lassan egy vadállattá válik. Optimus igyekszik megszelídíteni, és előcsalogatni belőle Cheetort, de a Predakonok megsebesítik. Cheetor végül magához tér, és megmenti a napot. |
| 46.    | "Proving Grounds"       | Optimus el akarja távolítani a Blackarachniába ültetett Predakon programot, de ezt a nő úgy fogja fel, hogy csapattársai nem bíznak benne. Elszökik, ám Dinobot II a nyomába ered, és egy erdőben összecsap vele. Silverbolt érkezik szerelme segítségére. |
| 47.    | "Go With the Flow"      | Megatron egy pusztító lézerágyúval akarja megsemmisíteni a Maximal bázist, ám azt csak egy szerves lény képes megépíteni. Elrabolják Unát, az ősemberlányt, Rattrap és Depth Charge pedig elindulnak, hogy kiszabadítsák. |
| 48.    | "Crossing the Rubicon"  | Blackarachnia kísérleteket végez magán, hogy Transmetal II-vé váljon, de hála Silverbolt közbelépésnek, súlyosan megsérül. A Maximalok igyekszenek megszabadítani őt Predakon programozásától, hogy megmentsék az életét, ámde erről Tarantulas is tudomást szerez, és működésbe hozza a Blackarachniába ültetett pusztító programját. A Predakon nő végül az életét veszti, és Silverbolt útnak indul, hogy bosszút álljon Tarantulason. Rampage megakadályozza ebben, és a Maximalra támad, ám ekkor megjelenik Blackarachnia, egy új képességekkel rendelkező, Transmetal II-es testben, immár ízig-vérig Maximal szerepben. |
| 49.    | "Master Blaster"        | A Predakonok egy hatalmas robotot építenek, amellyel Quickstrike képes irányítani Optimus Primal jeladóval ellátott testét. A Maximalokat csapdába ejtik, így Megatron szabadon bejuthat a Bárkába, ahol magához veszi az eredeti Megatron Szikráját. Tarantulas parancsára Quickstrike a lávába dobja az új hatalommal küszködő Megatront, de azzal nem számol, hogy egykori vezére hatalmas sárkányként születik újjá. Blackarachnia közben kiszabadítja társait, és az ismét önálló Optimus úrrá lesz a helyzeten. |
| 50.    | "Other Victories"       | Az idegen lények, a Vokok, Tigatron és Airazor elrabolt testét egyesítik, így létrehozván Tigerhawkot. Tigerhawk testében a Földre utaznak, ahol elpusztítják a Predakon bázist, s legyőzik nemcsak a Predakonokat, de még Optimust is. Tarantulas viszont foglyul ejti Tigerhawkot, és kivonja belőlük az idegen lényeket. Őrült tébolyában azonban nem veszi észre, hogy fegyvere, mellyel el akarta őket pusztítani, rá irányult, s miután a Vokok az ő testét is megszállják, szétrobban. Cheetor megmenti Tigerhawkot, és látja, ahogy Tigatron és Airazor Szikrái egyesülnek, majd új testükbe szállnak. |
| 50.    | "Other Victories"       | elsőként szerepel: Tigerhawk, a Vokok utoljára szerepel: Tarantulas, a Vokok, Tigatron, Airazor, Sentinel |
| 51.    | "Nemesis (Part 1)"      | A Predakonok új bázist keresve elküldik Infernót, Quickstrike-ot, valamint Waspiantort egy ősember település elfoglalására. Waspinator kijelenti, hogy kilép a háborúból. Közben Megatron Rampage és Dinobot II-vel az oldalán a tenger alá száll, hogy Tarantulas feljegyzései alapján felkutassa a leghatalmasabb Álca csatahajót, a Nemezist. Depth Charge megállítaná őket, de párviadalba keveredik Rampage-dzsel, mely mindkettejük halálával végződik. Dinobot II, miután már nem osztozott egy Szikrán Rampage-dzsel, megváltozik. Megatron pedig aktiválja a Nemezist. |
| 51.    | "Nemesis (Part 1)"      | utoljára szerepel: Rampage, Depth Charge |
| 52.    | "Nemesis (Part 2)"      | Megatron pusztító körútra indult a Nemezissel, közben megsemmisíti Tigerhawkot, de akaratán kívül végez Infernóval és Quickstrike-kal is. A Maximalok megpróbálják beindítani az Autobot Bárkát, hogy elmeneküljenek előle, de mindhiába. A közben jó útra tért Dinobot II jelet küld nekik, aminek a segítségével feldefeznek egy mentőhajót a Bárka egyik kamrájában. Optimus Primal megütközik Megatronnal, ám az felülkerekedik rajta. Megatron épp azon van, hogy aktiválja a hajó lézerágyúját, amikor is a többi Maximal a mentőhajóval betör hozzájuk, megfékezvén Megatront. Sajnos a Nemesiz zuhanásakor Dinobot II az életét veszti. Ezek után a Maximalok Megatront a hajó oldalához kötözik, és egy transwarp időalagúton át elindulnak, hogy maguk mögött hagyva a Földet és a születőben lévő emberiséget, visszautazzanak a saját idejükbe, a saját bolygójukra, Kibertronra. A tudtukon kívül pedig Waspinator a Földön az ősemberek tisztelt vezetőjévé vált. |
| 52.    | "Nemesis (Part 2)"      | utoljára szerepel: Tigerhawk, Dinobot II, Inferno, Quickstrike, az ősemberek |

## Egyebek

### Kimaradt epizódok
A sorozathoz három további epizódot terveztek, de ezek egyike sem került filmre. A „Dark Glass” az egyik olyan eset, amelynek csak a forgatókönyve létezik. A történet a következőképpen szólt volna:
Rattrap és Rhinox felfedezi az eredeti Dinobot emlékeit a komputer adatbankjában. Rattrap elhatározza, hogy bejuttatja őket Dinobot II elméjébe, abban a reményben, hogy így visszanyeri régi barátját, Rhinox azonban figyelmezteti őt, hogy azzal a gonosz klón Szikrája még nem változna meg, és a Predakonok taktikai előnyhöz jutnának, ha a birtokukba kerülne Dinobot tudása. Ennek dacára Rattrap elhatározza magát, hogy véghez viszi a dolgot, és sikerrel is jár. Viszont Dinobot II két személyisége összeférhetetlen, és belső viszály kezdődik, mely azzal ér véget, hogy az eredeti Dinobot ismét „feláldozza magát”. Dinobot II gonosz marad, Rattrap pedig beletörődik, hogy bajtársa halott.
A hivatalos források ellentmondanak arról, miért nem készült el az epizód. Egyesek szerint a Hasbro azért utasította vissza, mert túl komor volt, míg mások szerint egyszerűen nem volt benne elég akció. Majdnem egy évtizeddel később azt állították, az epizód a második évad történetébe illett volna, és nem a Hasbro, hanem maguk az írók utasították vissza a minősége miatt, továbbá a "Transmutate" című epizód készült el helyette.
Kevésbé ismert az „A Greater Ape” és a „Bitch Wars”:
Az elsőben Optimus Primal egy fejsérülés okán igazi gorillának képzelte volna magát, s a vadonba szökve szerelmi viszonyba került volna egyik „fajtársával”. Végül Megatron támadása révén visszanyerte volna az emlékezeteit, ám a gorillatársa elutasította volna őt. Az epizód nem készült el, mivel túl sok új CGI modellt igényelt.
Az érdekes korai címmel ellátott Bitch Wars („Szukák háborúja”) a sorozat két női szereplőjét, Black Arachnia-t és Airazor-t hozta volna össze. Az elképzelés szerint a két nő társult volna, hogy kilépjen a Bestiák Háborújából, de az epizód nem készült el, mivel az írók nem tudták, hogyan közelítsék meg a koncepciót.

### Kimaradt jelenet
Egyetlen meganimált, ám a végső epizódból kihagyott jelenetről van tudomásunk. Az utolsó epizódban játszódott volna, s azt mutatta volna be, ahogy a Maximalok a foglyul ejtett Megatron második Szikráját visszahelyezik jogos tulajdonosába, az eredeti Megatronba. Azért nem került bele a végső anyagba, mert túlságosan megnövelte volna az epizód hosszát.